# Bâtiment des archives historiques de Zaječar
Le bâtiment des archives historiques de Zaječar (en serbe cyrillique : Зграда Историјског архива у Зајечару ; en serbe latin : Zgrada Istorijskog arhiva u Zaječaru) se trouve à Zaječar et dans le district de Zaječar, en Serbie. Elle est inscrite sur la liste des monuments culturels protégés de la république de Serbie (identifiant no SK 995),.

## Présentation

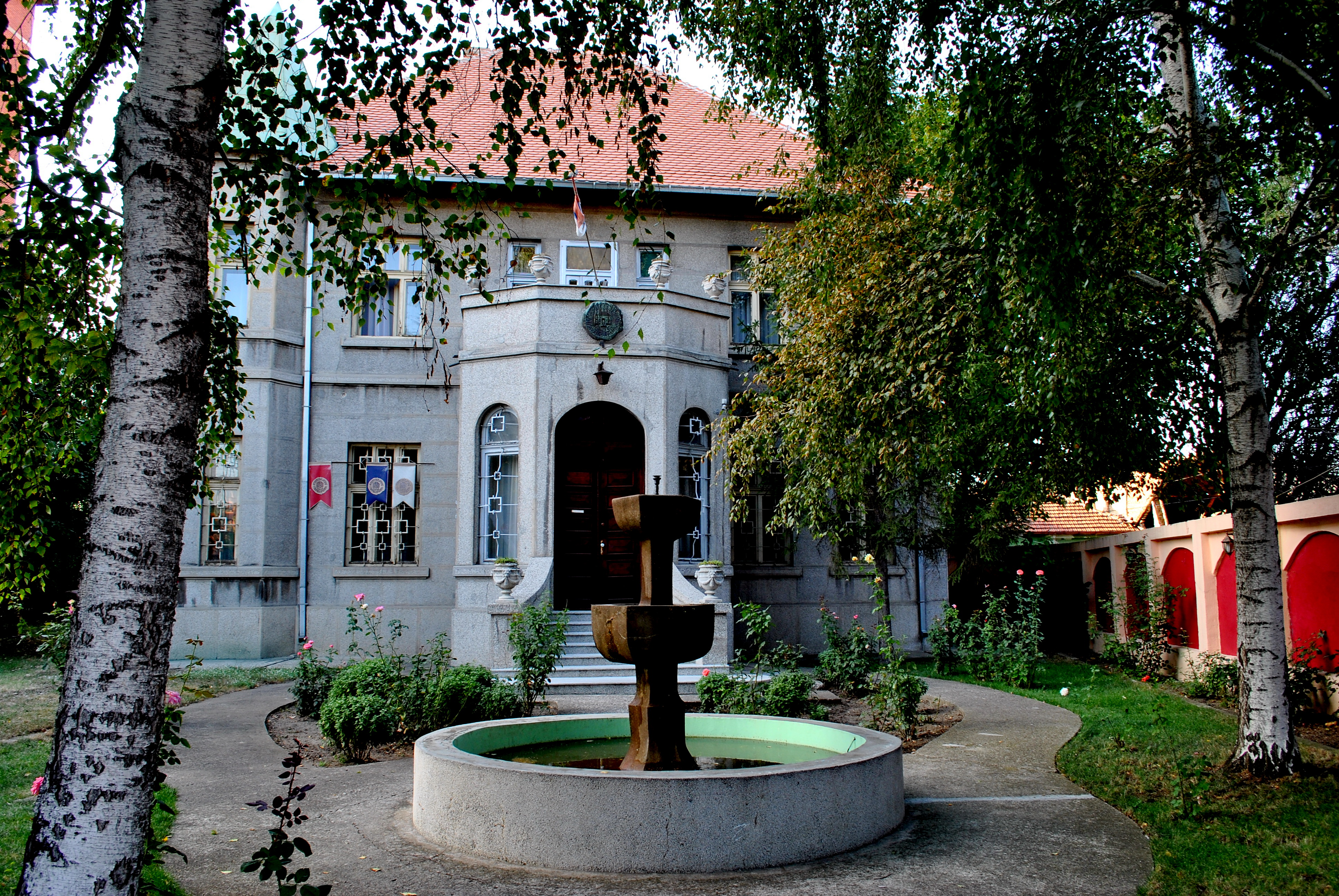
Autre vue du bâtiment avec la fontaine.

Le bâtiment des archives historiques de la Timočka krajina à Zaječar est situé dans le centre-ville au 160 rue Nikola Pašića (autrefois rue Maršala Tita) à Zaječar ; il a été construit en 1936 pour la famille Nikolić, une importante famille d'avocats, selon le projet de P. Đorđević, un architecte originaire de la ville. Il prend l'aspect d'une luxueuse villa citadine.
De plan presque carré, le bâtiment a été érigé au milieu d'une cour d'environ 20 ares, à environ 20 m de l'alignement de la rue. La clôture du jardin est en métal avec des piliers massifs en maçonnerie doublés de pierre artificielle et, devant le bâtiment, se trouve une fontaine.
L'édifice se compose d'un rez-de-chaussée et d'un étage, avec des pièces réparties autour d'un hall central. L'entrée est dotée d'un porche polygonal, accessible par un escalier. Le toit à quatre pans est recouvert de tuiles et doté d'une poivrière. Les façades sont tapissées de pierre artificielle. Les fenêtres sont protégées par des grilles en fer forgé.
Les archives historiques de Zaječar ont été créées par décret le 15 avril 1948 ; elles ont trouvé leur place dans la villa en 1979,.

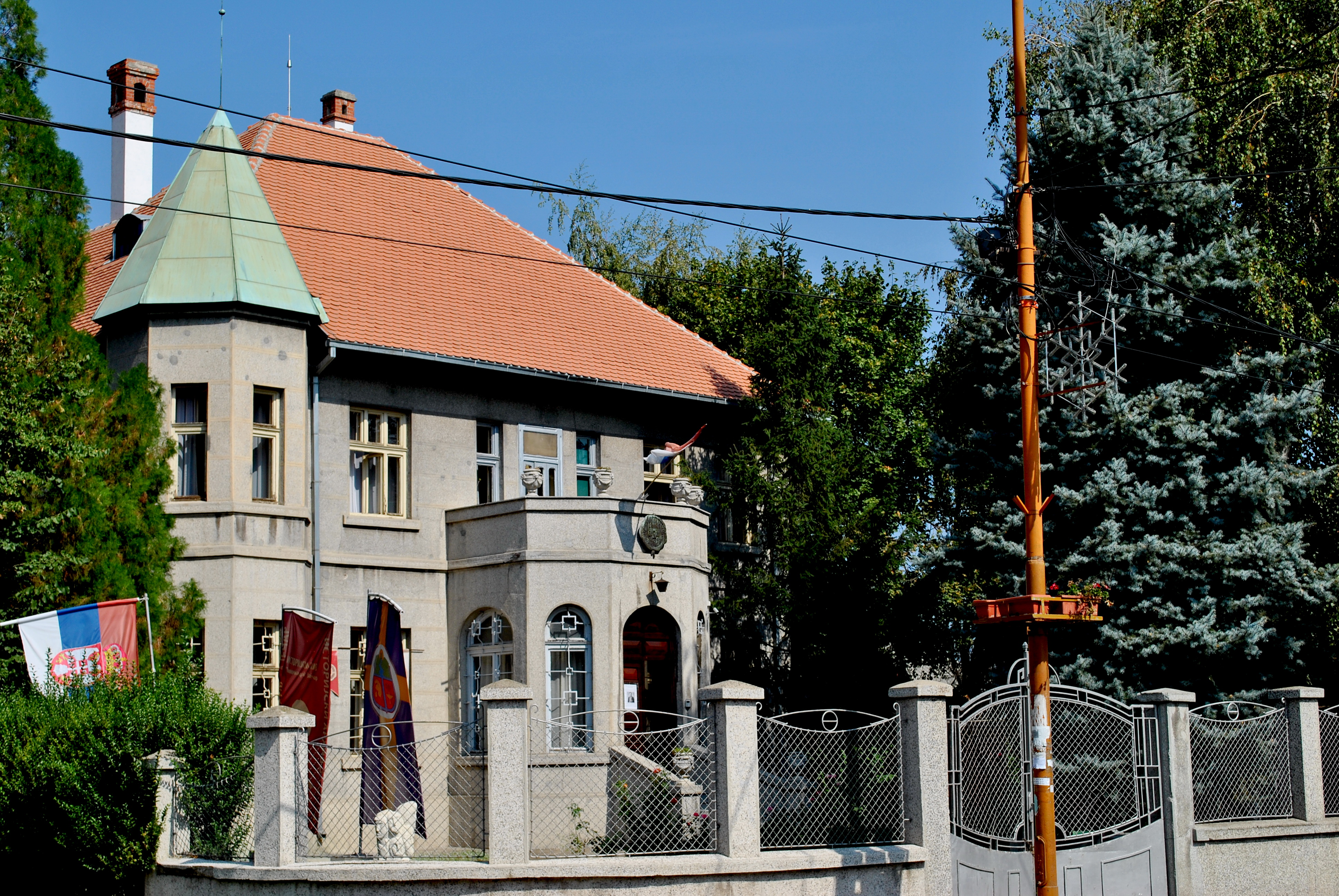
Autre vue du bâtiment avec la grille.